# Żegluga liniowa
Żegluga liniowa – obejmuje regularny transport ładunku, głównie w kontenerach, do portów leżących na określonym szlaku geograficznym.
Żegluga liniowa charakteryzuje się ponadto z góry podanymi do wiadomości rozkładami i datami rejsów oraz dostępnością usług dla wszystkich osób korzystających z transportu.